# Internationale Mondforschungsstation
Die Internationale Mondforschungsstation (chinesisch 國際月球科研站 / 国际月球科研站, Pinyin Guójí Yuèqiú Kēyánzhàn; englisch International Lunar Research Station, ILRS) ist ein Projekt der Nationalen Raumfahrtbehörde Chinas und ihrer Partnerorganisationen zur robotischen Erforschung des Mondes. Auch bemannte Missionen sind vorgesehen. Anders als der von einem früheren Konzept übernommene Name vermuten lässt, ist es keine Station, sondern ein integriertes System mit über die gesamte Mondoberfläche verteilten Komponenten.

## Geschichte
In dem am 24. Januar 2004 gestarteten Mondprogramm der Volksrepublik China waren nach einer robotischen Erkundung mit Orbitern, Rovern und Probenrückführung in einem zweiten und dritten Schritt bemannte Landungen und die Errichtung einer ständig bewohnten, damals noch rein chinesischen Forschungsstation vorgesehen.
Nachdem ESA-Direktor Johann-Dietrich Wörner 2015 ein internationales „Monddorf“ vorgeschlagen hatte, ergriffen die Nationale Raumfahrtbehörde Chinas (CNSA) und die Chinesische Akademie der Wissenschaften (CAS) 2016 unter Bezugnahme auf Wörners Monddorf die Initiative zur Einrichtung einer internationalen Mondforschungsstation. An den Diskussionen zu diesem Projekt, das seinerzeit noch den Aufbau eines ständig bewohnten Monddorfs bis 2045 vorsah, nahmen im Laufe der folgenden Jahre vor allem etablierte Raumfahrtnationen der nördlichen Hemisphäre teil.
Auf chinesischer Seite wurde die Mondforschungsstation in die erste Gruppe der vom Staatsrat der Volksrepublik China unterstützten Internationalen Großvorhaben in Wissenschaft und Ingenieurwesen (国际大科学计划和大科学工程) aufgenommen. Es ist eine am 14. März 2018 vom Zentralkomitee der Kommunistischen Partei Chinas und dem Staatsrat gemeinsam auf den Weg gebrachte Initiative zur Förderung von internationalen Forschungsprojekten unter chinesischer Führung, mit dem Ziel, den Einfluss Chinas auf diplomatischem Terrain zu vergrößern.
Während mit der Europäischen Weltraumorganisation von Anfang an nur unverbindliche Gespräche auf Expertenebene geführt wurden, war die russische Raumfahrtorganisation Roskosmos unter ihrem damaligen Direktor Dmitri Olegowitsch Rogosin ernsthaft an dem Projekt interessiert und wurde Gründungsmitglied der ILRS. Am 16. Juni 2021 veröffentlichten CNSA und Roskosmos gemeinsam eine Handreichung für potentielle Partner bei der Internationalen Mondforschungsstation. Dort waren mehrere Möglichkeiten der Beteiligung vorgesehen:
- Kategorie A: Der Partner führt eine Mission mit eigener Trägerrakete und eigener Sonde durch.
- Kategorie B: Der Partner beteiligt sich mit einer Komponente an einer Mission. Beispiele: Partner A stellt eine Trägerrakete für die Sonde von Partner B zur Verfügung; Partner C baut einen Rover, der mit einer Sonde von Partner B zum Mond transportiert und dort von Partner C gesteuert wird.
- Kategorie C: Partner A stellt eine Nutzlast für die Sonde von Partner B zur Verfügung.
- Kategorie D: Partner C installiert ein eigenes Instrument bei einer Nutzlast von Partner A, die auf der Sonde von Partner B mitfliegt; das Instrument von Partner C wird durch die Nutzlast von Partner A mit Strom usw. versorgt.
- Kategorie E: Der Partner beteiligt sich am Bodensegment und stellt Antennen oder Datenverarbeitungskapazität zur Verfügung.[10]

In dem Dokument von 2021 war ein Zeitplan für chinesische und russische Missionen bis 2030 enthalten. Ein Jahr später hatte sich der Schwerpunkt des chinesischen Interesses von den etablierten Raumfahrtnationen hin zu den Ländern des Globalen Südens verlagert. Wu Yanhua, damals stellvertretender Direktor der Nationalen Raumfahrtbehörde Chinas, nahm zwar als Vertreter der CNSA an dem Kongress teil, verließ die Tagung aber mit seinen Mitarbeitern vorzeitig, um am 14. September 2022 in Islamabad mit Generalmajor Amer Nadeem, dem Direktor der Space and Upper Atmosphere Research Commission Pakistans, ein offizielles Abkommen über die Mitnahme eines Cubesats des Institute of Space Technology (eine pakistanische Universität für Luft- und Raumfahrttechnik) bei der Probenrückführmission Chang’e 6 zu unterzeichnen – eine Kooperation der Kategorie B.

## Mitglieder

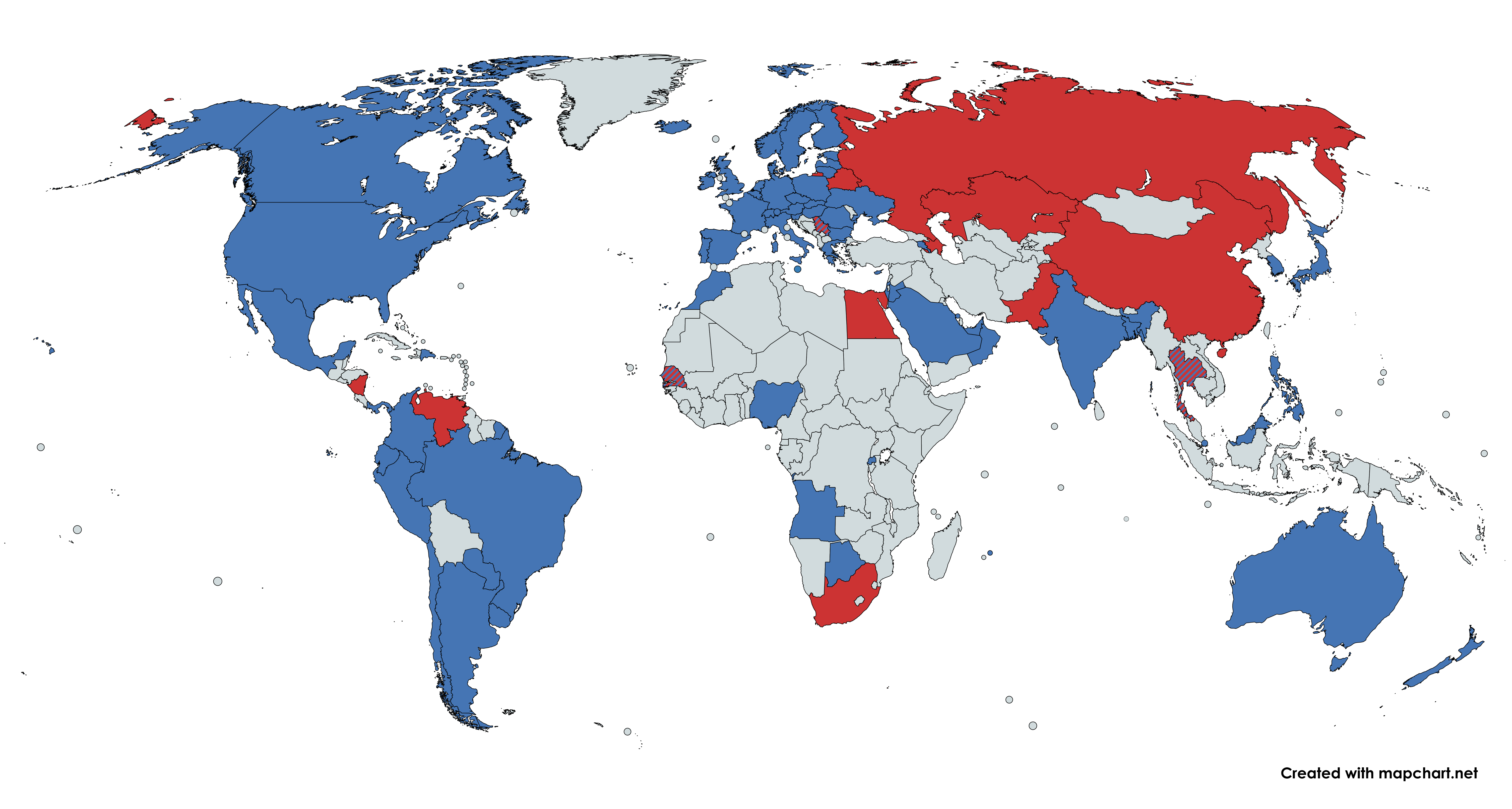
Rot – Teilnehmerstaaten der Internationalen Mondforschungsstation.
Blau – Unterzeichnerstaaten der Artemis Accords

### Planungsebene

#### Russland
Die russische Raumfahrtorganisation Roskosmos war Mitinitiator der Internationalen Mondforschungsstation und ist ihr Gründungsmitglied. Die gemeinsame Mondstation soll bis Ende 2035 errichtet werden. Die russische Luna 25 musste jedoch verschoben werden und scheiterte schließlich. Mit Luna 27 ist eine Weiterführung geplant. Als Wang Qiong (王琼) vom Zentrum für Monderkundungs- und Raumfahrt-Projekte der Nationalen Raumfahrtbehörde am 21. September 2022 auf dem jährlichen Kongress der International Astronautical Federation in Paris die Internationale Mondforschungsstation vorstellte, erwähnte er Russland nicht. Dennoch ist Russland weiterhin führendes Mitglied der International Lunar Research Station (ILRS). Anlässlich eines Staatsbesuchs des russischen Ministerpräsidenten Michail Wladimirowitsch Mischustin in Peking vereinbarte dieser am 19. Dezember 2023 mit seinem chinesischen Amtskollegen Li Qiang, dass die politischen Führungen der beiden Länder weiterhin den Aufbau der Internationalen Mondforschungsstation vorantreiben. Der geplante russische Mondorbiter Luna 26 soll gemeinsam mit dem Orbiter von Chang’e 7 Messungen durchführen, die russische Seite werde eine wissenschaftliche Nutzlast für den Lander jener Sonde beisteuern. Hierbei handelte es sich um ein Projekt, an dem Wu Weiren, seinerzeit Technischer Direktor des Mondprogramms bei der CNSA und seit dem 8. Juni 2022 Leiter des Labors für Tiefraumerkundung der Nationalen Raumfahrtbehörde in Hefei, seit 2019 zusammen mit russischen Kollegen gearbeitet hatte. Es gibt zudem Planungen Russlands, gemeinsam mit China ein Atomkraftwerk auf dem Mond zu errichten, um die großen Temperaturunterschiede auf dem Mond ausgleichen zu können.

#### Venezuela
Eine über die ursprünglichen fünf Kategorien hinausgehende Zusammenarbeit besteht seit dem 17. Juli 2023 mit der venezolanischen Agencia Bolivariana para Actividades Espaciales. Gemäß einer an jenem Tag von der Nationalen Raumfahrtbehörde Chinas und dem venezolanischen Ministerium für Wissenschaft und Technologie unterzeichneten gemeinsamen Erklärung ist Venezuela nun wie einst Russland in die Konzeptions- und Planungsarbeiten für die Mondforschungsstation, die Bestimmung der wissenschaftlichen Ziele, die Umsetzung der Projekte und Nutzung der Ergebnisse eingebunden. China und Venezuela wollen gemeinsam sowohl Nutzlasten als auch ganze Raumflugkörper und Rover entwickeln sowie die von diesen Geräten ermittelten Daten teilen und auswerten. Hierfür werden venezolanische Ingenieure, wie 2017–2023 beim Ägypten-2-Projekt mit der Ägyptischen Raumfahrtbehörde, von der chinesischen Seite ausgebildet.
Ein eigener Beitrag Venezuelas sind die Satellitenstationen, die das Land für Bahnverfolgung und Steuerung von Sonden zur Verfügung stellt, wenn sich der Mond auf der von China abgewandten Seite der Erde befindet.

#### Südafrika
Am 1. September 2023, etwas mehr als 25 Jahre nach der diplomatischen Anerkennung der Volksrepublik China durch Südafrika im Januar 1998, unterzeichneten Humbulani Mudau, der Direktor der South African National Space Agency, und Chen Xiaodong (陈晓东, * 1965), der chinesische Botschafter in Südafrika, ein fast gleichlautendes Memorandum bezüglich einer Mitarbeit Südafrikas an der Internationalen Mondforschungsstation, inklusive einer Ausbildung südafrikanischen Personals. Die SANSA ist mit ihrer Bodenstation Hartebeesthoek bei Johannesburg seit dem 18. August 2021 Teil einer virtuellen Konstellation von Erdbeobachtungssatelliten der BRICS-Staaten. Da das Radio-Observatorium Hartebeesthoek der National Research Foundation Südafrikas über das Europäische VLBI-Netzwerk und andere Kooperationen mit Radioteleskopen der Chinesischen Akademie der Wissenschaften in Shanghai, Ürümqi und Kunming verbunden ist, ist im Falle von Südafrika auch eine Zusammenarbeit bei der Tiefraumerkundung vorgesehen (die wissenschaftlichen Radioteleskope werden bei Missionen zum Mars etc. für die exakte Positionsbestimmung und Berechnung der Bahnkorrekturmanöver der Sonden herangezogen).

#### Thailand
Während die Kooperationsabkommen mit Venezuela und Südafrika auf Ministerialebene geschlossen wurden – der Direktor der Nationalen Raumfahrtbehörde Chinas ist qua Amt Staatssekretär im Ministerium für Industrie und Informationstechnik – bewegte sich die Vereinbarung, die das Labor für Tiefraumerkundung am 25. September 2023 mit dem Nationalen Astronomischen Forschungsinstitut Thailands (NARIT) schloss, auf einer etwas niedrigeren Ebene. Auch hier wurde eine Mitarbeit an der Internationalen Mondforschungsstation festgeschrieben. Zusätzlich wurde vereinbart, dass sich das Institut mit einer Nutzlast für Tiefraumkommunikation auf dem Orbiter an der Mission Chang’e 7 beteiligen würde.
Das NARIT befasst sich primär mit Astrophysik.
Neben optischen Teleskopen besitzt es ein Radioteleskop mit 40 m Durchmesser und arbeitet seit langem sowohl mit dem Nationalen Zentrum für Weltraumwissenschaften als auch mit den Nationalen Astronomische Observatorien der Chinesischen Akademie der Wissenschaften zusammen (dort vor allem mit dem Astronomischen Observatorium Shanghai und der Beobachtungsstation Lijiang des Astronomischen Observatoriums Yunnan), außerdem mit dem Changchuner Institut für Optik, Feinmechanik und Physik.
Über sein Robotisches Teleskop-Netzwerk mit rund um die Erde verteilten Spiegelteleskopen kann das NARIT 24 Stunden pro Tag Signale von Kommunikationslasern empfangen.

#### Aserbaidschan
Auf Ministerialebene wurde am 3. Oktober 2023 am Rand einer Veranstaltung der International Astronautical Federation in Baku eine gemeinsame Erklärung der Nationalen Raumfahrtbehörde Chinas und der aserbaidschanischen Raumfahrtorganisation Azercosmos bezüglich einer Zusammenarbeit bei der Internationalen Mondforschungsstation unterzeichnet. Li Guoping (李国平, * 1970), Technischer Direktor der CNSA, und Samaddin Asadov, Direktor von Azercosmos, vereinbarten dort neben einer gemeinsamen Festlegung der wissenschaftlichen Ziele der Mondforschungsstation eine Mitnahme aserbaidschanischer Nutzlasten auf chinesischen Sonden.
Azercosmos besitzt eine auch vom chinesischen TT&C-Dienstleister Emposat mitbenutzte Bodenstation bei Baku, von wo es seine Satelliten (Azerspace-1 etc.) steuert, dazu noch eine Reservestation in der Autonomen Republik Nachitschewan.

#### Pakistan
Mit der pakistanischen Space and Upper Atmosphere Research Commission arbeitet die Volksrepublik China bereits seit 1990 zusammen – also drei Jahre vor der Gründung der CNSA – als man den pakistanischen Experimentalsatelliten Badr-1, den ersten Satelliten der islamischen Welt, mit einer Changzheng 2E vom Kosmodrom Xichang startete. Weitere Satelliten folgten, wobei die SUPARCO bei PakTES 1A auch mit einer südafrikanischen Firma zusammenarbeitete. An der chinesischen Mondforschung ist Pakistan seit dem 14. September 2022 über den Cubesat iCUBE-Q beteiligt (siehe oben). Offiziell trat Pakistan der Internationalen Mondforschungsstation am 18. Oktober 2023 zu Beginn des Seidenstraßengipfels 2023 bei, als Zhang Kejian (张克俭, * 1961), der Direktor der Nationalen Raumfahrtbehörde Chinas, und Mo'in ul Haq, der pakistanische Botschafter in China, in Anwesenheit der beiden Premierminister Li Qiang und Anwar ul Haq Kakar ein Memorandum bezüglich einer Zusammenarbeit von CNSA und SUPARCO bei der Internationalen Mondforschungsstation unterzeichneten. Durch die beiden Premierminister war dies die bislang höchste politische Ebene der Zusammenarbeit, und auch der Text des Memorandums geht mit der expliziten Erwähnung einer gemeinsamen Expertenkommission über die bisherigen Vereinbarungen hinaus.

#### Ägypten
Am 6. Dezember 2023, zwei Tage nach dem erfolgreichen Start des aus chinesischen Komponenten in Kairo montierten Erdbeobachtungssatelliten Ägypten 2, unterzeichneten Zhang Kejian und Sherif Mohamed Sedky, der Direktor der Ägyptischen Raumfahrtbehörde, in Peking eine Vereinbarung (协定) über eine Zusammenarbeit bei der Internationalen Mondforschungsstation. Gemäß dem Dokument ist die Ägyptische Raumfahrtbehörde nun in die Planungsarbeiten für die Mondforschungsstation eingebunden und trägt bis auf Systemebene Komponenten für die dort eingesetzten Sonden und Roboter bei. Außerdem unterstützt die ägyptische Seite das Projekt mit Bodenstationen und Datenverarbeitungseinrichtungen.

#### Senegal
Am 5. September 2024 unterzeichnete Maram Kairé von der Senegalese Space Study Agency (ASES) eine Absichtserklärung zur Mitwirkung an der internationalen Mondforschungsstation.

### Nutzer

#### Belarus
Bei dem Dokument, das Zhang Kejian und Wladimir Grigorjewitsch Gusakow, der Vorstandsvorsitzende der Nationalen Akademie der Wissenschaften von Belarus, am 23. Oktober 2023 unterzeichneten, handelte es sich um eine gemeinsame Erklärung (联合声明), wie bei Venezuela und Aserbaidschan. Anders als bei jenen beiden Ländern ist in der Vereinbarung mit der Akademie der Wissenschaften von Belarus jedoch keine Teilnahme an der Bestimmung der wissenschaftlichen Ziele erwähnt. Die Akademie kann die Station jedoch für weltraumtechnologische Anwendungen, Materialforschung und Tests von elektronischen Bauteilen nutzen.

#### Vereinigte Arabische Emirate
Ebenfalls auf der Nutzerebene bewegt sich die Zusammenarbeit mit der privaten Universität Schardscha in den Vereinigten Arabischen Emiraten. In dem Memorandum, das Wang Zhongmin (王中民), Leiter des Zentrums für internationale Zusammenarbeit und Austausch am Labor für Tiefraumerkundung, und Hamid Madschul an-Nu'aimi, Astrophysiker und Kanzler der Universität, am 15. November 2023 am Rande der 14. Arabischen Konferenz für Astronomie und Weltraumwissenschaften in Schardscha unterzeichneten, wurde die Mitnahme von wissenschaftlichen und Technologieerprobungs-Nutzlasten, der Austausch von Rohdaten und die Ausbildung von Studenten der Universität vereinbart.

## Struktur
Anders als bei den sonst in der Raumfahrt üblichen „Systemen“ spricht man bei der Internationalen Mondforschungsstation von „Aufgabenbereichen“ (担当), die wiederum in „Module“ (模块) unterteilt sind. Abgesehen davon, dass die Fiktion von gleichberechtigten Partnern aufgegeben wurde und China nun offiziell die Führungsrolle einnimmt, ist der wesentliche Unterschied zum Konzept von 2021, dass nach ernüchternden Erfahrungen bei der Ausbildung ausländischer Raumfahrer bei der Internationalen Mondforschungsstation nun keine menschliche Präsenz mehr vorgesehen ist. Die bemannte Monderkundung der Volksrepublik China wurde 2023 an das Büro für bemannte Raumfahrt abgegeben. Die Internationale Mondforschungsstation besitzt nun auch keine eigenen Relaissatelliten mehr, sondern nutzt gemeinsam mit dem Büro für bemannte Raumfahrt die Kommunikations-, Navigations- und Fernerkundungskonstellation Elsternbrücke der Strategischen Kampfunterstützungstruppe. Damit hat die Internationale Mondforschungsstation nun folgende Struktur:

### Aufgabenbereich Transport
- Trägerraketenmodul, bestehend aus der seit 2016 im Einsatz befindlichen, schweren Trägerrakete Langer Marsch 5 mit einer Nutzlast von 8 t zum Mond und der in Entwicklung befindlichen superschweren Trägerrakete Langer Marsch 9 mit einer Nutzlast von 50 t zum Mond
- Transfermodul, bestehend aus Antriebseinheiten wie dem Chang’e-5-Orbiter für den Transfer von Lasten von der Erde zum Mond, Umkreisung des Mondes, Rendezvous- und Koppelmanöver im Mondorbit und Rücktransport von Lasten zur Erde
- Landemodul, bestehend aus Raumflugkörpern wie dem Chang’e-3-Bus, die dazu in der Lage sind, empfindliche und schwere Lasten sanft auf der Mondoberfläche abzusetzen
- Aufstiegsmodul, bestehend aus Raumflugkörpern, die von der Mondoberfläche aus eine Umlaufbahn um den Mond erreichen, dort mit einem Transfermodul ein Koppelmanöver durchführen und Lasten in ein Rückkehrmodul umladen können
- Rückkehrmodul, bestehend aus Transportkapseln, die dazu in der Lage sind, mit der zweiten kosmischen Geschwindigkeit (40.320 km/h) in die Erdatmosphäre einzutreten und weich zu landen

### Aufgabenbereich Energie
- Steuerzentralenmodul, verantwortlich für Laststeuerung des Stromnetzes, Datenverarbeitung und Überwachung der Funktionsfähigkeit der Energieversorgung
- Basisstationsmodul, bestehend aus Basisstationen eines Mobilfunknetzes nach dem 5G-Standard, die auf zahlreichen Kanälen mit hoher Datenübertragungsrate die Kommunikation zwischen auf der Mondoberfläche aktiven Robotern sowie die Kommunikation der Roboter mit der Erde ermöglichen[41]
- Energieversorgungsmodul, verantwortlich für Stromerzeugung mittels Solarmodulen und Kernkraftwerken, drahtlose Energieübertragung an Roboter über große Entfernung mittels Mikrowellen sowie die Aufladung von Akkumulatoren aus unmittelbarer Nähe mittels induktiver Energieübertragung

### Aufgabenbereich Ingenieurwesen
Der Aufgabenbereich Ingenieurwesen ist für Entwicklung und Bau der Roboter zuständig, von traditionellen Rovern wie den Jadehasen über Kleinsonden wie HexaMRL bis zu schlangenförmigen Erkundungsrobotern und Roboterschwärmen. Daneben gibt es noch grobmotorische Roboter für Bohr- und Grabungsarbeiten, das Heben und den Transport von Lasten sowie feinmotorische Roboter für das Ausbringen von wissenschaftlichen Messinstrumenten auf der Mondoberfläche, das Verlegen und Reparieren von Stromkabeln sowie 3D-Druck mit Regolith.

### Aufgabenbereich Wissenschaft
- Versuchsmodul, zuständig für Experimente aus den Bereichen Physik, Biowissenschaften sowie Materialwissenschaft und Werkstofftechnik
- Beobachtungsmodul, zuständig für die Installation von optischen und Radioteleskopen, die astronomische Beobachtungen sowie Erdbeobachtung vom Mond aus ermöglichen
- Technologieerprobungsmodul, zuständig für Erprobung und Verifizierung von Technologien für zukünftige Tiefraumerkundung
- Rohstofferschließungsmodul, zuständig für Versuche zur Errichtung von Bauwerken, Erzeugung von Wasserstoff[42] und Sauerstoff[43] sowie Verhüttung von Erzen

### Aufgabenbereich Bodensegment
Das Bodensegment ist für Telemetrie, Bahnverfolgung und Steuerung der Komponenten zuständig, sowohl beim Start und Flug als auch während des Betriebs auf dem Mond. Außerdem ist das Bodensegment für Empfang bzw. Bergung, Speicherung bzw. Aufbewahrung, Aufbereitung und Auswertung von Daten und Bodenproben verantwortlich. Mit der Basis Shaoshan zur Ex-situ-Lagerung von Mondbodenproben in Hunan verfügen die Nationalen Astronomische Observatorien der Chinesischen Akademie der Wissenschaften bereits über eine entsprechende Einrichtung.

## Missionen
| Name      | Startjahr      | Landeort      | Kurzbeschreibung                                    | Partner |
| --------- | -------------- | ------------- | --------------------------------------------------- | --- |
| Chang’e 6 | 2024           | Apollo-Krater | Probenrückführung von der Rückseite des Mondes      | Institut de Recherche en Astrophysique et Planétologie, Frankreich Institutet för rymdfysik, Schweden Istituto Nazionale di Fisica Nucleare, Italien Institute of Space Technology, Pakistan |
| Chang’e 7 | 2026 (geplant) | Südpolregion  | geologische Untersuchungen mit Rover und Kleinsonde | noch nicht entschieden |
| Chang’e 8 | 2028 (geplant) | Südpolregion  | Technologieerprobung                                | noch nicht entschieden |